# Museo diocesano e cripta di San Rufino
Il Museo diocesano e cripta di San Rufino  è un museo situato ad Assisi, nei sotterranei della cattedrale e del palazzo dei Canonici. Gli ingressi sono all'interno della cattedrale di San Rufino (scale attigue alla porta d'accesso della cappella del Santissimo Sacramento) e in piazza San Rufino (ingresso del palazzo dei Canonici).

## Storia
Il Museo diocesano nasce dal Museo della cattedrale, che venne fondato nel 1941 dal vescovo Giuseppe Placido Nicolini per conservare le opere più importanti provenienti dalla cattedrale e da alcuni oratori delle confraternite assisane. La sede originaria, cui si accedeva dall'interno della chiesa, era situata al piano terreno della casa parrocchiale e costituita da quattro sale con annesso archivio storico. Il Museo era visitabile solo su richiesta. Negli anni novanta il vescovo Sergio Goretti, oltre ad incoraggiare l'apertura quotidiana degli antichi spazi espositivi, iniziò a pensare alla costruzione di una nuova sede più importante e dignitosa per accogliere le opere, dando così avvio ad un grande progetto museografico.
Dopo l'anno giubilare e i lavori post-sisma del 1997 sono stati recuperati e restaurati gli ambienti sotterranei del palazzo dei Canonici, del chiostro e della cripta della cattedrale. Il progetto finale prevede una superficie espositiva sviluppata su due livelli. Il nuovo Museo diocesano è stato aperto al pubblico il 15 aprile 2006.

## Il museo
Il Museo diocesano custodisce circa 300 opere, di cui quasi un centinaio sono esposte in un percorso di visita articolato in nove sezioni.

## Le sezioni espositive

### Corridoio
Espone reperti archeologici recuperati nel terrazzamento o in aree limitrofe, capitelli scolpiti in pietra calcarea rinvenuti nella cripta, ma provenienti dalla cattedrale e databili all'VIII - XII secolo e dipinti. Tra le testimonianze di epoca romana si ricorda il fronte di sarcofago (II secolo d.C.) con Nikai Clipeofore e rito della libagione, databile al II secolo d.C.

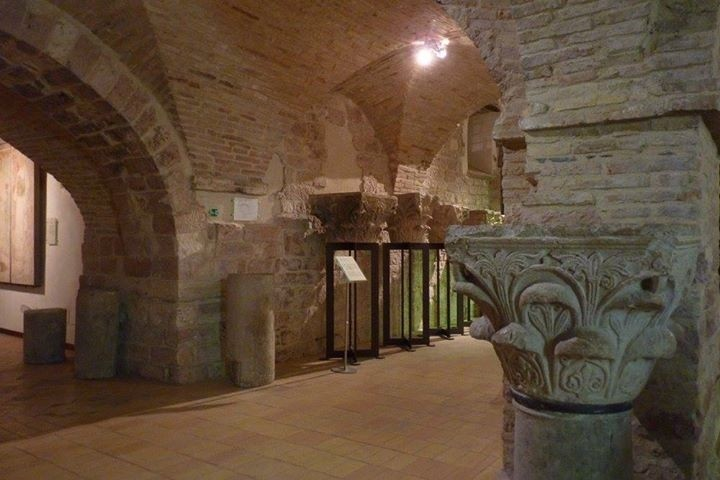
Il corridoio del museo

### Sala del Maestro della Santa Chiara
Nella sala sono custoditi affreschi staccati attribuiti al Maestro della Santa Chiara, anonimo artista del XIII secolo che prende il suo nome dall'icona conservata nell'omonima basilica. In origine decoravano un ambiente sovrastante l'attuale cappella della Madonna del Pianto, che corrisponde all'antica abside sinistra della cattedrale e venne separata dal resto della chiesa con gli interventi progettati da Galeazzo Alessi nel XVI secolo.

### Sala Nicolò Alunno
La sala ospita il Polittico di San Rufino, firmato e datato 1462 dal pittore folignate Nicolò di Liberatore detto l'Alunno ed eseguito per l'altare maggiore della Cattedrale. Il polittico, rimontato nel 1874 dopo vari spostamenti e vicissitudini in una nuova incorniciatura, è composto oggi di cinque pannelli originali: al centro la Madonna col Bambino tra Angeli, nel pannello a sinistra un Santo diacono e San Rufino e in quello a destra San Giovanni Evangelista ed un altro Santo diacono. I due santi non facilmente riconoscibili potrebbero essere Esuperanzio e Marcello, santi diaconi della chiesa assisana. Al di sopra è la cuspide originale con San Michele Arcangelo. Nella predella sono raffigurate le storie di San Rufino: il martirio del santo patrono di Assisi, il miracoloso ritrovamento del suo corpo e il trasferimento delle sue spoglie mortali all'interno delle mura della città. Dispersi sono i pilastrini laterali. L'opera è una delle più importanti del pittore, benché giovanile: vi si individuano diversi caratteri discendenti dalla lezione dell'Angelico, come la gamma cromatica brillante, i tipi delle figure seppure realizzati con un più vivido naturalismo, il loro plasticismo, mentre l'interesse per i dettagli anche curiosi è tipica di Niccolò. 
In questo ambiente sono visibili anche due predelle di Dono Doni del 1563, suppellettili sacre e paramenti liturgici del XVII - XIX secolo.

### Cripta di San Rufino
La cripta di San Rufino, gioiello architettonico romanico dell'XI secolo, è un suggestivo ambiente diviso in tre navate con abside e con volte a crociera sorrette da colonne collegate mediante arcate. Sulla volta campeggiano i simboli dei quattro evangelisti (l'angelo di san Matteo, il leone di san Marco, il toro di san Luca e l'aquila di san Giovanni), databili alla metà del XI secolo. All'interno della cripta si conserva il sarcofago romano con il Mito di Selene ed Endimione (inizio III secolo d.C.), in cui fu deposto il corpo del santo; è visibile inoltre anche una parte del muro romano in opus quadratum, che è stato rinvenuto sotto la cattedrale. La cripta è uno dei luoghi dove san Francesco d'Assisi si ritirava in preghiera, quando predicava in cattedrale.

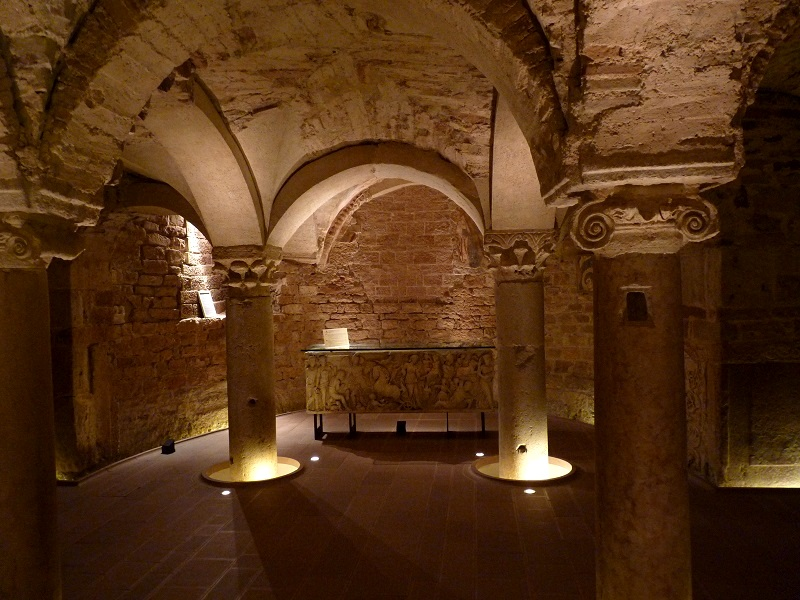
Cripta di San Rufino ad Assisi - XI secolo

### Chiostro
Il chiostro (XI secolo) definito da un portico con archi gemini e capitelli a stampella, presenta al centro un pozzo di epoca romana, detto pozzo della Mensa.

### Sale della Diocesi
Vi sono raccolte opere provenienti da chiese ed edifici del territorio diocesano. Di particolare interesse l'edicola di Matteo da Gualdo.

### Sala delle Confraternite

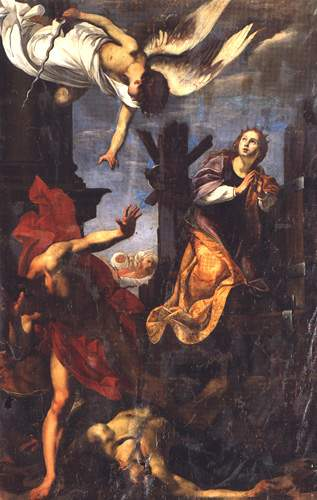
Martirio di santa Caterina d'Alessandria, Museo diocesano e cripta di San Rufino di Assisi.

La sala contiene arredi provenienti dagli oratori delle fraternite di Assisi ed alcuni splendidi gonfaloni processionali, il più antico dei quali risale al 1378 ed apparteneva alla Confraternita di San Francesco o delle Stimmate. Gli interessanti affreschi con le Storie della Passione visibili sulla parete a destra dell'ingresso furono strappati dall'Oratorio della Confraternita di San Rufinuccio e sono opera del giottesco Puccio Capanna e di Pace di Bartolo,.
Di particolare interesse storico artistico sono anche il gonfalone dipinto Orazio Riminaldi (1593-1630) per la Confraternita di Santa Caterina che mostra, da un lato, il martirio della santa titolare della fraternita e, dall'altro, le splendide figure dei santi Giacomo ed Antonio Abate.

### Lapidario
La sezione raccoglie reperti lapidei rinvenuti durante gli scavi condotti nell'area della Cattedrale e nelle zone limitrofe.

### Sala Sermei
La sala è stata inaugurata nel 2014 e contiene oggetti di uso liturgico, argenterie e dipinti attribuibili al pittore umbro Cesare Sermei. Tra le opere conservate all'interno si ricordano il busto reliquiario di san Rufino in argento, opera di Paolo Spagna, e la grande tela di Sermei recentemente restaurata raffigurante san Francesco Morente che benedice la città di Assisi.

### Sala Perkins
La sezione raccoglie la parte della collezione di opere d'arte donata alla Diocesi di Assisi da Frederick Mason Perkins, storico dell'arte statunitense, residente per molti anni ad Assisi e morto nella Città Serafica nel 1955. La sala ospita 32 opere di artisti italiani tra cui spiccano la Madonna attribuita alla cerchia di Francesco di Giorgio Martini, la scultura lignea che alcuni critici hanno accostato a Jacopo della Quercia e la Dormitio Virginis trecentesca attribuita a Jacopo Avanzi che fu trafugata dalle truppe naziste il 3 luglio del 1944 dalla Villa di Sassoforte a Lastra a Signa ed è stata recuperata dai carabinieri del Comando tutela patrimonio culturale di Monza, che l'hanno restituita alla collezione nel 2015.